# David Berenbaum
David Berenbaum es un guionista estadounidense cuyos créditos incluyen las películas Elf (2003), The Haunted Mansion (2003), Zoom (2006), The Spiderwick Chronicles (2008) y Strange Magic (2015).

## Biografía
Berenbaum nació en Filadelfia, Pensilvania y se graduó de la Tisch School of the Arts.
Fue contratado para escribir una secuela de Mrs. Doubtfire, sin embargo, tras la muerte de Robin Williams en 2014, la película fue cancelada.

## Filmografía
Escritor
- Elf (2003)
- The Haunted Mansion (2003)
- Zoom (2006)
- The Spiderwick Chronicles (2008)
- Strange Magic (2015)

Actor
| Year | Title | Role             |
| ---- | ----- | ---------------- |
| 2003 | Elf   | Office Co-Worker |

Como él mismo
| Year | Title                           | Notes                      |
| ---- | ------------------------------- | -------------------------- |
| 2004 | Film School for Kids            | Video documentary short    |
| 2013 | Greatest Ever Christmas Movies  | TV movie documentary       |
| 2020 | The Holiday Movies That Made Us | Netflix documentary series |

Gracias especiales